# Maria Skobtsova

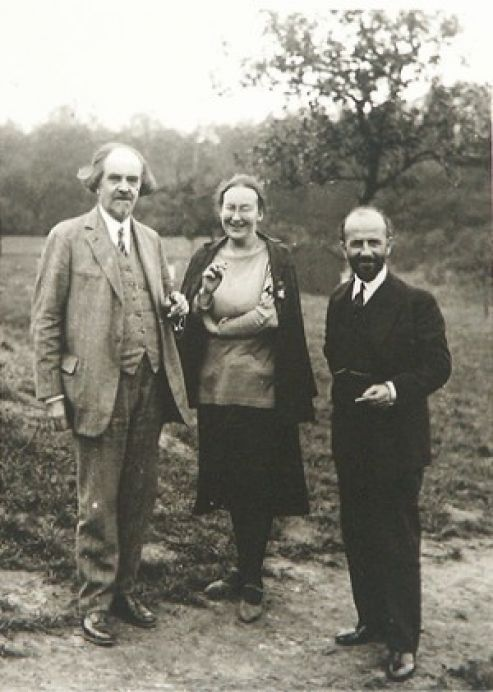
Jelizaveta (Moeder Maria), met Nikolaj Berdjajev, 1938

Maria Skobtsova, bekend als Moeder Maria (Russisch: Мать Мария), geboren Jelisaveta Jurjevna Pilenko (Елизавета Юрьевна Пиленко), na haar eerste huwelijk Koesmina-Karavajeva (Кузьмина-Караваева), na haar tweede huwelijk Skobtsova (Скобцова) (Riga, 8 december 1891 - Ravensbrück , 31 maart 1945) was een Russisch dichteres, moniale, lid van het Franse verzet tijdens de Tweede Wereldoorlog. Ze kwam om in concentratiekamp Ravensbrück.

## Leven
Jelisaveta Pilenko werd geboren in een aristocratische familie en groeide op in Anapa aan de Zwarte Zee. In 1906 verhuisde haar familie naar Sint-Petersburg, waar ze als eerste Russische vrouw theologie ging studeren. Al snel raakte ze in radicaal-literaire kringen verzeild. In die tijd begon ze ook zelf gedichten te schrijven, later gepubliceerd onder de titel Scytische scherven. Van 1910 tot 1913 was ze getrouwd met de bolsjewiek Dmitri Koesmin-Karavajev, die later katholiek werd. Na haar scheiding keerde Jeliseveta met haar dochtertje Gajana terug naar Anapa, begon ook zelf geleidelijk over te hellen naar het christelijk geloof en ontwikkelde ze een soort van eigen ‘spiritualiteit voor de armen’.
Tijdens de Russische Burgeroorlog werd Jeliseveta eerst secretaris van de nieuwe bolsjewistische burgemeester. Nadat de Witten het stadje op een gegeven moment overnamen en haar baas was gevlucht werd ze zelf burgemeester. De Witten wilden haar echter berechten omdat ze Bolsjewiek was, maar haar rechter, Daniël Skobtsov, bleek een voormalig leraar van haar en pleitte haar vrij. Beiden werden verliefd op elkaar en traden spoedig in het huwelijk.
Om gevaar vanwege hun onduidelijke politieke status te vermijden vluchtten Daniël, Jeliseveta, haar dochter Gaiana en haar moeder in 1922 via Joegoslavië naar Parijs, waar ze liefdadigheidswerk ging doen. Ze was toen zwanger van haar tweede kind, Joeri. In 1926 overleed Gajana aan influenza, waarna ook haar huwelijk met Daniël stuk liep. Er volgde opnieuw een scheiding, waarna Joeri bij zijn vader bleef wonen.
Jelizeveta intensiveerde vervolgens haar liefdadigheidswerk in Parijs. In 1932 werd ze moniale onder de toezegging dat ze niet in een klooster hoefde maar haar werk voor de armsten kon voortzetten. In die tijd nam ze de naam Moeder Maria aan en groeide ze uit tot een bekend filantropisch werkster in Parijs. Ook opende ze in die periode een huis voor vluchtelingen dat al snel uitgroeide tot een centrum voor theologische discussies.
Tijdens Tweede Wereldoorlog en de Duitse bezetting van Frankrijk zette Moeder Maria zich in voor de bescherming van vervolgde Joden, verborg ze in haar huis en hielp ze het land te ontvluchten. In 1943 werd haar vluchtelingenhuis echter ontdekt en gesloten. Ze werd vervolgens gearresteerd en gedeporteerd naar Ravensbrück. Op paaszaterdag 1945 nam ze daar de plaats in van een Joodse vrouw die naar de gaskamer was gestuurd, en stierf in haar plaats.
Haar moeder en haar zoontje Joeri overleden in het concentratiekamp Mittelbau-Dora.
Moeder Maria wordt in Jad Wasjem geëerd als Rechtvaardige onder de Volkeren.
Moeder Maria werd op 16 januari 2004 heilig verklaard door het oecumenisch patriarchaat. Haar glorificatie vond, samen met vader Dimitri Klepinin, Joeri, en Ilija Fondaminskij plaats op 1 en 2 mei 2004 in de Kathedraal van de heilige Alexander Nevski te Parijs. Hun  feestdag is op 20 juli. In 1982 werd er in Rusland een film gemaakt over haar leven.